# Ballinger
Ballinger es una ciudad ubicada en el condado de Runnels en el estado estadounidense de Texas. En el Censo de 2010 tenía una población de 3.767 habitantes y una densidad poblacional de 432,87 personas por km².

## Geografía
Ballinger se encuentra ubicada en las coordenadas 31°44′26″N 99°57′21″O / 31.74056, -99.95583. Según la Oficina del Censo de los Estados Unidos, Ballinger tiene una superficie total de 8.7 km², de la cual 8.7 km² corresponden a tierra firme y (0.06%) 0.01 km² es agua.

## Demografía
Según el censo de 2010, había 3.767 personas residiendo en Ballinger. La densidad de población era de 432,87 hab./km². De los 3.767 habitantes, Ballinger estaba compuesto por el 83.25% blancos, el 2.36% eran afroamericanos, el 0.77% eran amerindios, el 0.27% eran asiáticos, el 0.08% eran isleños del Pacífico, el 11.36% eran de otras razas y el 1.91% pertenecían a dos o más razas. Del total de la población el 34.35% eran hispanos o latinos de cualquier raza.